# Persone di cognome Martini
| Questa pagina contiene informazioni ricavate automaticamente dalle voci biografiche con l'ausilio del template Bio e di un bot. L'aggiornamento è periodico e automatico e ricostruisce completamente la pagina. Se manca una persona in questa lista, sei pregato di non aggiungerla, ma accertati piuttosto che la sua voce biografica contenga il template Bio e che i dati anagrafici siano correttamente compilati. Se il template Bio manca, inseriscilo tu stesso o, in alternativa, metti l'avviso {{tmp\|Bio}} che ne segnala la mancanza. Se i dati riportati sono sbagliati, correggi direttamente la voce biografica; le modifiche saranno visibili in questa lista entro pochi giorni. Per chiarimenti vedi il progetto antroponimi. La lista contiene solo le 109 persone che sono citate nell'enciclopedia e per le quali è stato implementato correttamente il template Bio. Pagina aggiornata al 7 giu 2025. |

Questa è una lista di persone presenti nell'enciclopedia che hanno il cognome Martini, suddivise per attività principale.

## Allenatori di calcio(3)
- Edi Martini, allenatore di calcio e ex calciatore albanese (Scutari, n. 1975)
- Marco Martini, allenatore di calcio e ex calciatore italiano (Rimini, n. 1979)
- Vittore Martini, allenatore di calcio e calciatore italiano (Mazzo di Rho, n. 1912 - Milano, † 1993)

## Alpinisti(1)
- Sergio Martini, alpinista italiano (Lizzanella, n. 1949)

## Ammiragli(2)
- Federico Martini, ammiraglio e politico italiano (Napoli, n. 1820 - Napoli, † 1894)
- Fulvio Martini, ammiraglio italiano (Trieste, n. 1923 - Roma, † 2003)

## Architetti(3)
- Francesco di Giorgio Martini, architetto, teorico dell'architettura e pittore italiano (Siena, n. 1439 - Siena, † 1501)
- Paolo Antonio Martini, architetto italiano (Massa, n. 1943 - Firenze, † 2022)
- Sigismondo Martini, architetto e pittore italiano (Crema, n. 1883 - Milano, † 1959)

## Arcivescovi cattolici(2)
- Antonio Martini, arcivescovo cattolico, letterato e biblista italiano (Prato, n. 1720 - Firenze, † 1809)
- Carlo Martini, arcivescovo cattolico italiano (Cadeo, n. 1913 - Piacenza, † 1986)

## Arcivescovi luterani(1)
- Olaus Martini, arcivescovo luterano svedese (Uppsala, n. 1557 - † 1609)

## Artisti(1)
- Stelio Maria Martini, artista, poeta e critico letterario italiano (Ancona, n. 1934 - Caivano, † 2016)

## Attori(3)
- Ferdinand Martini, attore tedesco (Monaco di Baviera, n. 1870 - Berlino, † 1930)
- Max Martini, attore statunitense (Woodstock, n. 1969)
- Renzo Martini, attore italiano (Venezia, n. 1938 - Venezia, † 2019)

## Attrici(2)
- Rossana Martini, attrice italiana (Empoli, n. 1926 - Trieste, † 1988)
- Stefanie Martini, attrice britannica (Bristol, n. 1990)

## Avvocati(3)
- Luigi Martini, avvocato e politico italiano (Monteu da Po, n. 1838 - Torino, † 1894)
- Placido Martini, avvocato italiano (Monte Compatri, n. 1879 - Roma, † 1944)
- Steve Martini, avvocato e scrittore statunitense (San Francisco, n. 1946)

## Bassisti(1)
- Pino Martini, bassista, compositore e direttore di coro italiano (Carbonia, n. 1950)

## Bobbiste(1)
- Cathleen Martini, bobbista tedesca (Zwickau, n. 1982)

## Calciatori(6)
- Bruno Martini, calciatore e allenatore di calcio francese (Nevers, n. 1962 - Montpellier, † 2020)
- Giovan Battista Martini, calciatore italiano (Arma di Taggia, n. 1922 - Milano, † 1986)
- Luigi Martini, ex calciatore e politico italiano (Capannori, n. 1949)
- Nicola Martini, ex calciatore italiano (Pontedera, n. 1969)
- Osvaldo Martini, calciatore italiano (Castelfranco di Sotto, n. 1911 - Castelfranco di Sotto, † 1977)
- Renato Martini, ex calciatore italiano (Parma, n. 1930)

## Cardinali(1)
- Carlo Maria Martini, cardinale, arcivescovo cattolico e teologo italiano (Torino, n. 1927 - Gallarate, † 2012)

## Cestiste(1)
- Silia Martini, cestista e atleta italiana (Trieste, n. 1907)

## Cestisti(1)
- Matteo Martini, cestista italiano (Livorno, n. 1992)

## Ciclisti su strada(3)
- Alfredo Martini, ciclista su strada e dirigente sportivo italiano (Calenzano, n. 1921 - Sesto Fiorentino, † 2014)
- Flavio Martini, ex ciclista su strada italiano (Galliera Veneta, n. 1945)
- Giancarlo Martini, ciclista su strada italiano (Ovada, n. 1936 - Valmadonna, † 2018)

## Compositori(2)
- Jean-Paul-Égide Martini, compositore tedesco (Freystadt, n. 1741 - Parigi, † 1816)
- Johannes Martini, compositore fiammingo

## Conduttori televisivi(2)
- Manolo Martini, conduttore televisivo italiano (Sinalunga, n. 1980)
- Marcello Martini, conduttore televisivo italiano (Milano, n. 1977)

## Critiche cinematografiche(1)
- Emanuela Martini, critica cinematografica e direttrice artistica italiana (Forlì, n. 1948)

## Critici d'arte(1)
- Egidio Martini, critico d'arte e pittore italiano (Venezia, n. 1919 - Venezia, † 2011)

## Critici letterari(1)
- Carlo Martini, critico letterario e poeta italiano (Milano, n. 1908 - † 1978)

## Disegnatori(1)
- Alberto Martini, disegnatore, pittore e incisore italiano (Oderzo, n. 1876 - Milano, † 1954)

## Doppiatrici(1)
- Benita Martini, doppiatrice italiana (Cuneo, n. 1925)

## Francescani(1)
- Giovanni Battista Martini, francescano, compositore e teorico della musica italiano (Bologna, n. 1706 - Bologna, † 1784)

## Generali(2)
- Antonio Stefano Martini, generale, ammiraglio e diplomatico austriaco (Szekler Neumarkt, n. 1792 - Napoli, † 1861)
- Ettore Martini, generale italiano (Macerata Feltria, n. 1869 - Castellina in Chianti, † 1940)

## Gesuiti(1)
- Martino Martini, gesuita, storico e geografo italiano (Trento, n. 1614 - Hangzhou, † 1661)

## Giocatori di football americano(1)
- Enrico Martini, ex giocatore di football americano e allenatore di football americano tedesco (Elsterwerda, n. 1988)

## Giornaliste(1)
- Mimosa Martini, giornalista e scrittrice italiana (Roma, n. 1961)

## Giornalisti(1)
- Fabio Martini, giornalista e saggista italiano (Roma, n. 1956)

## Giuristi(2)
- Carlo Antonio Martini, giurista italiano (Revò, n. 1726 - Vienna, † 1800)
- Nikolaus Martini, giurista tedesco (Bentwisch, n. 1632 - Kiel, † 1713)

## Grecisti(1)
- Emidio Martini, grecista, filologo classico e bibliotecario italiano (Napoli, n. 1853 - Napoli, † 1940)

## Imprenditori(1)
- Alessandro Martini, imprenditore italiano (Firenze, n. 1834 - Torino, † 1905)

## Ingegneri(1)
- Luca Martini, ingegnere e scrittore italiano (Firenze, n. 1507 - Pisa, † 1561)

## Maratoneti(1)
- Renato Martini, maratoneta e mezzofondista italiano (Tortona, n. 1949 - Novi Ligure, † 2016)

## Medici(2)
- Friedrich Heinrich Wilhelm Martini, medico e naturalista tedesco (n. 1729 - † 1778)
- Lorenzo Martini, medico, fisiologo e pedagogista italiano (Cambiano, n. 1785 - Torino, † 1844)

## Militari(2)
- Edoardo Martini, militare italiano (Vicenza, n. 1923 - Trento, † 1967)
- Enrico Martini, militare e partigiano italiano (Mondovì, n. 1911 - Isparta, † 1976)

## Modelle(1)
- Angela Martini, modella albanese (Scutari, n. 1986)

## Ostacolisti(1)
- Moreno Martini, ostacolista italiano (Lucca, n. 1935 - Lucca, † 2009)

## Partigiane(2)
- Carla Liliana Martini, partigiana italiana (Boara Polesine, n. 1926 - † 2017)
- Lidia Martini, partigiana italiana (Torre di Mosto, n. 1921 - Padova, † 2011)

## Partigiani(3)
- Giovanni Martini, partigiano italiano (Bologna, n. 1910 - Bologna, † 1944)
- Giuseppe Martini, partigiano e esperantista italiano (San Giuliano Terme, n. 1924 - Asciano di San Giuliano Terme, † 2007)
- Marcello Martini, partigiano italiano (Prato, n. 1930 - Castellamonte, † 2019)

## Patrioti(2)
- Enrico Martini, patriota e politico italiano (San Bernardino, n. 1818 - San Bernardino, † 1869)
- Giovanni Martini, patriota e militare italiano (Sala Consilina, n. 1852 - New York, † 1922)

## Pattinatori artistici su ghiaccio(1)
- Paul Martini, ex pattinatore artistico su ghiaccio canadese (Weston, n. 1960)

## Piloti automobilistici(3)
- Giancarlo Martini, pilota automobilistico italiano (Lavezzola, n. 1947 - Forlì, † 2013)
- Oliver Martini, ex pilota automobilistico italiano (Bologna, n. 1971)
- Pierluigi Martini, ex pilota automobilistico italiano (Lugo, n. 1961)

## Pittori(8)
- Biagio Martini, pittore italiano (Parma, n. 1761 - Parma, † 1840)
- Carlo Martini, pittore italiano (Crema, n. 1908 - Miazzina, † 1958)
- Georg Christoph Martini, pittore, scultore e scrittore tedesco (Bad Langensalza, n. 1685 - Lucca, † 1745)
- Giovanni Martini, pittore italiano (Udine - Udine, † 1535)
- Innocenzo Martini, pittore italiano (Parma, n. 1551 - Parma, † 1623)
- Sandro Martini, pittore italiano (Livorno, n. 1941 - Milano, † 2022)
- Simone Martini, pittore e miniatore italiano (Siena, n. 1284 - Avignone, † 1344)
- Tommaso Martini, pittore italiano (Bivongi, n. 1688 - Bivongi, † 1755)

## Poeti(1)
- Fausto Maria Martini, poeta, drammaturgo e critico letterario italiano (Roma, n. 1886 - Roma, † 1931)

## Politiche(2)
- Francesca Martini, politica italiana (Verona, n. 1961)
- Maria Eletta Martini, politica e insegnante italiana (Lucca, n. 1922 - Lucca, † 2011)

## Politici(6)
- Claudio Martini, politico italiano (Il Bardo, n. 1951)
- Ferdinando Martini, politico italiano (San Marco di Lucca, n. 1889 - Roma, † 1953)
- Mario Augusto Martini, politico e diplomatico italiano (Firenze, n. 1884 - Firenze, † 1961)
- Martino Martini, politico italiano (San Giovanni Valdarno, n. 1897 - San Giovanni Valdarno, † 1958)
- Tommaso Martini, politico italiano (Oria, n. 1822 - Napoli, † 1893)
- Vincenzo Martini, politico e drammaturgo italiano (Monsummano Terme, n. 1803 - Monsummano Terme, † 1862)

## Presbiteri(1)
- Luigi Martini, presbitero italiano (Sustinente, n. 1803 - Mantova, † 1877)

## Religiosi(1)
- Michelangelo Martini, religioso e storico italiano (Prato, n. 1700 - Prato, † 1784)

## Scrittori(5)
- Ferdinando Martini, scrittore e politico italiano (Firenze, n. 1841 - Monsummano Terme, † 1928)
- Leonello Martini, scrittore e fumettista italiano (Bologna, n. 1907 - Milano, † 1990)
- Lucifero Martini, scrittore, poeta e giornalista italiano (Firenze, n. 1916 - Fiume, † 2001)
- Mario Maria Martini, scrittore italiano (n. 1880 - † 1953)
- Plinio Martini, scrittore e insegnante svizzero (Cavergno, n. 1923 - Cavergno, † 1979)

## Scrittori di fantascienza(1)
- Virgilio Martini, scrittore di fantascienza italiano (Fiesole, n. 1903 - Prato, † 1986)

## Scultori(2)
- Arturo Martini, scultore, pittore e incisore italiano (Treviso, n. 1889 - Milano, † 1947)
- Quinto Martini, scultore, pittore e poeta italiano (Seano, n. 1908 - Firenze, † 1990)

## Slittiniste(1)
- Corinna Martini, slittinista tedesca (Winterberg, n. 1985)

## Stilisti(1)
- Alviero Martini, stilista italiano (Cuneo, n. 1950)

## Storici(1)
- Pietro Martini, storico, bibliotecario e politico italiano (Cagliari, n. 1800 - Cagliari, † 1866)

## Storici dell'arte(1)
- Alberto Martini, storico dell'arte italiano (Mantova, n. 1931 - Santarcangelo di Romagna, † 1965)

## Tenori(1)
- Nino Martini, tenore e attore italiano (Verona, n. 1902 - Verona, † 1976)

## Traduttori(1)
- Felice Martini, traduttore e saggista italiano (Parma, n. 1852 - † 1931)

## Vescovi cattolici(2)
- Martino de Martini, vescovo cattolico italiano (L'Aquila, n. 1532 - † 1582)
- Stefano Martini, vescovo cattolico italiano (Alassio - † 1687)